# 독보리

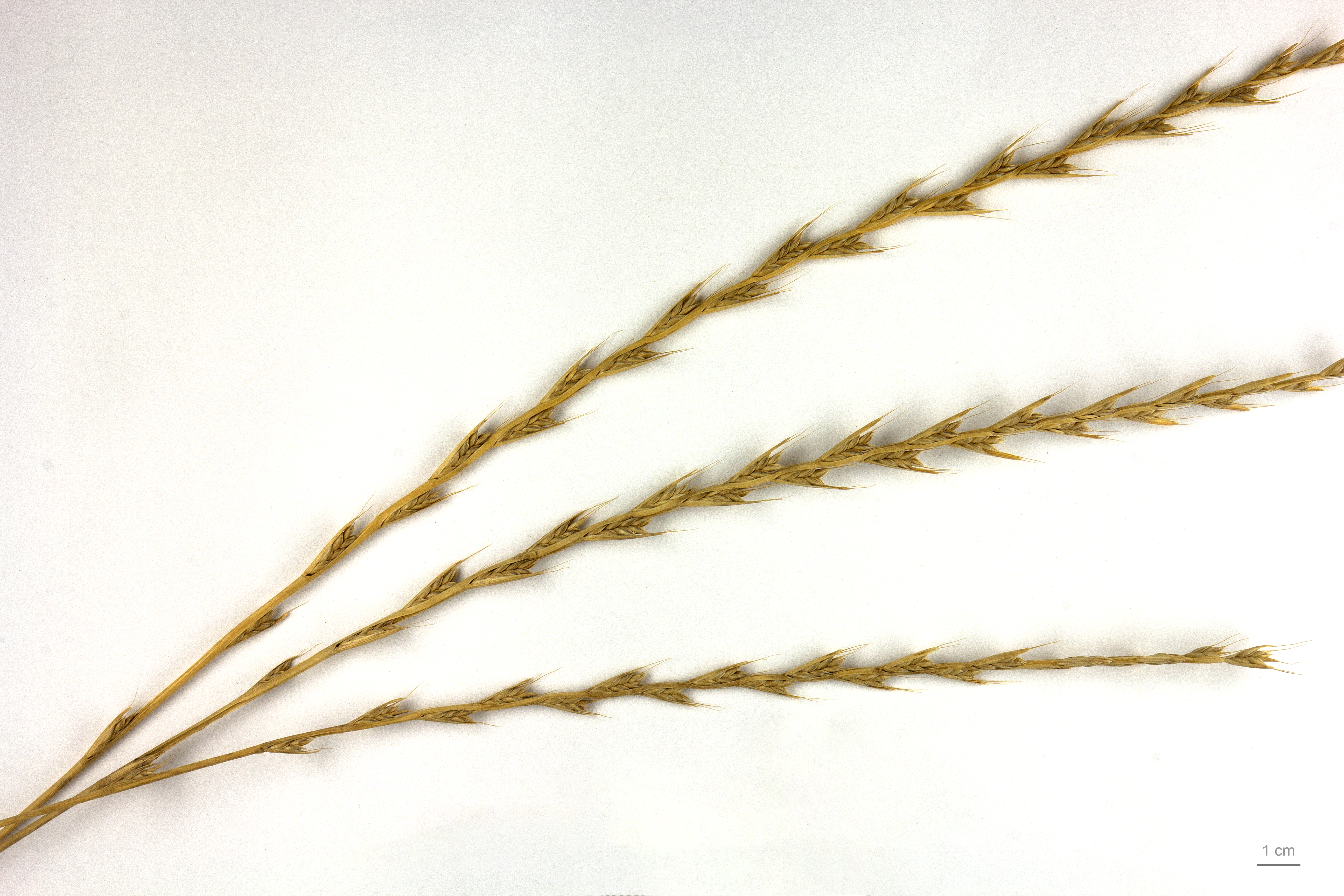
Lolium temulentum

독보리(학명: Lolium temulentum)는 벼과의 한해살이풀로 밭이나 습한 곳에서 자란다. 잡초이며 열매에 독을 지니고 있다.